# Tsaagan
Tsaagan là một chi khủng long, được Norell J. Clark Turner Makovicky Barsbold & Rowe mô tả khoa học năm 2006.